# 2022年11月中国大陆

## 11月1日
- 上午6时，台风尼格位于距离广东省茂名市东偏南方向约600公里南海海面，预计3日于广东台山至海南文昌一带登陆。[1]
- 河北保定白溝新城公安對網傳「男子為兒子買奶粉持刀衝卡」一事發佈通報，通報稱：僅對其處以罰款100元的行政處罰。另外，孩子的奶粉問題已經得到妥善解決。[2][3]
- 一名男童于兰州七里河西园街道一户使用液化气灶的店铺内一氧化碳中毒，因处于封控期间而被关在店内，延误了送医时间，警察到场时，现场有二人中毒昏倒，其中一名儿童当时已无呼吸[4]。

## 11月2日
- 位于河南郑州，苹果手机代工厂富士康园区上周爆发新冠疫情，大批担忧感染的员工徒步返乡。中共河南省委副书记、省长王凯前往厂区视察，宣布该厂航空港区实行全域静态管理七天[5][6][7]。

## 11月4日
- 晚6时，呼和浩特一中年女子跳楼。由于疫情单元焊了铁皮，女儿哭喊让物业把门打开，但物业并没有回答。救护车等了20多分钟仍未到；救护车到了后经确认女子已经死亡。记者询问当地民警“为何物业几十分钟内才将铁皮门打开”，民警回答“无可奉告”。[8]
- 德國聯邦總理肖爾茨（Olaf Scholz）率團訪問北京，與中华人民共和国領導人習近平和李克強會面[9]。

## 11月11日
- 中国国务院公布《关于进一步优化新冠肺炎疫情防控措施 科学精准做好防控工作的通知》，包含密切接触者隔离时间变更、不再判定次密接、取消中风险区、取消入境航班熔断机制、加大地方一刀切整治力度等新措施。[10]

## 11月12日
- 中国交通运输部公布《客运场站和交通运输工具新冠肺炎疫情防控工作指南（第九版）》，包含修改跨城通勤防疫要求、明确客运站提供落地检场所等内容。[11]

- 深圳大学发布通报称，11月11日14时左右，深圳大学一名餐厅员工疑因过度防疫在南校区L-7坠亡[12]。

## 11月14日
- 美国总统拜登和中华人民共和国领导人习近平借出席G20峰会举行会场面对面会晤[13]。

## 11月21日
- 河南省安阳市的凯信达商贸有限公司发生火灾，截止22日，此次火灾已造成38人死亡[14]。

## 11月22日
- 郑州富士康发生暴动，工人和警察发生冲突。富士康新聘员工认为工资津贴未按照合约发放，同时认为园区防疫措施不到位担心感染新冠，因此在当日晚尝试冲出园区。随后和保安发生冲突，后来政府调来大量警力并且冲突升级。富士康在次日回应已履行付款协议。截至11月24日凌晨冲突仍在持续。此次事件大陆主流媒体均未报道，并且禁止在社交媒体讨论。[15]

## 11月24日
- 19时49分许，新疆乌鲁木齐市天山区吉祥苑小区一高层住宅楼发生火灾，造成10人死亡、9人受伤[16]。由于疫情封锁导致救援人员无法第一时间进入起火楼救援，民众在网上表达对清零政策的不满。[17]

## 11月25日
- 乌鲁木齐104兵团连兴社区一居民被打，居民集体到公安局抗议并要求解封。乌鲁木齐居民历经100多天的封控和昨天的火灾，对封控极为不满；此事在居民中激起连锁反应并迅速扩大到全市。晚上，乌鲁木齐居民突破围栏，举国旗唱国歌向市政府进发[18]。

## 11月26日
- 晚间多所高校学生聚集，悼念乌鲁木齐大火遇难者并要求解封。北京大学、南京传媒学院、北京中央美术学院、南京林业大学、四川电影电视学院等学校学生通过艺术创作、举白紙、张贴标语等方式表达不满，要求正常生活。南京传媒学院已经采取断电关灯等措施，要求学生解散。[19][20]
- 晚间，上海市民在乌鲁木齐中路进行悼念活动。后事态发展成2022年上海乌鲁木齐中路抗议活动。示威者曾一度喊出中国大陆少见的“共产党下台”，“习近平下台”口号。[20][21]

## 11月29日
- 搭载长征二号F运载火箭的神舟十五号载人飞船从中国酒泉卫星发射中心升空[22]。

## 11月30日
- 前中共中央总书记江泽民病逝，享年96岁，中共以《告全党全军全国各族人民书》公告其死讯[23]。